# Universidad Centroamericana
Die Universidad Centroamericana (UCA) (Universität von Zentralamerika in Nicaragua) ist eine Universität in Managua, Nicaragua.

## Geschichte
Ab 1870 war es Teil der liberalen Emanzipation sowie der Staatenbildung in Zentralamerika staatliche Bildungseinrichtungen zu schaffen und die Kirche aus dem Bildungswesen zu drängen. Die UCA Nicaragua war die erste private Universität des Landes. Sie wurde am 23. Juni 1960 von den Jesuiten gegründet. Am 5. Juni 1961 nahm die Hochschule ihren Betrieb mit Lehrstühlen für Betriebswirtschaft, Elektromechanik und Bauingenieurwesen im alten Zentrum Managuas beim Cine González und Veterinärmedizin in Rivas auf. 1965 eröffnete Johannes XXIII. ein Gebäude für Sozialforschung und -planung, das aus Mitteln der bundesdeutschen Entwicklungszusammenarbeit errichtet wurde. 1966 wurde ein Institut für zentralamerikanische Geschichte und eine humanwissenschaftliche Fakultät mit Studiengängen in Psychologie, Sozialpädagogik, Philosophie, Literatur und Sozialwissenschaften gegründet.
Im August 2023 entzog die autoritäre Regierung Nicaraguas dem Jesuitenorden den Rechtsstatus als zivile Organisation und beschlagnahmte das Vermögen der Gemeinschaft. Dem Orden wurde vorgeworfen, in den vergangenen drei Jahren keine Finanzberichte vorgelegt habe, zu denen sie als gemeinnützige Organisation verpflichtet sei. Zuvor wurde die von Jesuiten geleitete Universidad Centroamericana beschlagnahmt mit der Begründung ein „Zentrum des Terrorismus“ zu sein. Der Jesuitenorden sprach in einer Stellungnahme von „nationalen Kontext systematischer Unterdrückung“ und im Weiteren die UN-Expertengruppe für Menschenrechte als „Verbrechen gegen die Menschlichkeit“ durch das Ortega-Regime.

## Leitung
- Seit 2014 ist Pater José Alberto Idiáquez Guevara S.J. Rektor der Universität.[1]

## Fakultäten
Es gibt fünf Fakultäten:
- Fakultät für Wirtschaft und Management
- Fakultät für Naturwissenschaften, Technologie und Umwelt
- Fakultät für Kommunikationswissenschaften
- Fakultät für Rechtswissenschaften
- Fakultät für Geisteswissenschaften

## Druckerei
Die UCA gibt die Zeitschrift Envío: Revista mensual de análisis de Nicaragua y Centroamérica heraus.